# Emilio González del Castillo y López
Emilio González del Castillo y López (Madrid, 4 de abril de 1882-Madrid, 31 de enero de 1940) fue un poeta, comediógrafo y libretista de zarzuela y de revistas musicales español.

## Biografía
Nacido en el seno de una familia de clase media, y educado en un ambiente de gran inquietud intelectual y artística, desde muy temprana edad se inclinó por la vocación literaria. Sus primeros poemas (inéditos), de temática metafísica, humorística o incidental, exhiben una profunda huella modernista, así como algunas de las características que marcarán toda su obra: el ingenio vivo, la fluidez del verso y una prodigiosa "vis cómica".
Siendo muy joven, ganó una plaza como interventor de los Ferrocarriles del Estado, pero dedicó la mayor parte de su tiempo a su gran pasión: el teatro. Cultivó los géneros más variados: comedia, drama, melodrama, juguete cómico y género lírico. Se granjeó una sólida reputación en el oficio, siendo pronto considerado como uno de los mejores libretistas de zarzuela y revista musical de su tiempo.
Aunque trabajó con casi todos los grandes compositores del momento, le unió una íntima amistad con el maestro Francisco Alonso, con quien estrenó más de quince títulos a partir de 1911. El primer gran éxito conjunto llegó con La Calesera, obra estrenada en el Teatro de la Zarzuela el 12 de diciembre de 1925; la pieza cobró rápidamente una popularidad enorme, especialmente el "Pasacalles de los Chisperos", hasta el punto de que en las representaciones se bajaba durante dicho número un telón con los versos escritos en grandes letras de imprenta, para que el público lo cantase a la vez que el coro. Ambos cosecharon un nuevo triunfo con La Picarona, Zarzuela de ambiente segoviano estrenada en el Teatro Eslava en 1929.
Los años treinta fueron especialmente productivos para Alonso y González del Castillo, comenzando por el estreno de la revista musical Las Leandras (1931). Algunos de sus números ("Los nardos", "El Pichi", "Las Viudas", etc) siguen figurando entre las creaciones más célebres del género. En la misma década vieron la luz La de los ojos en blanco, ¡Que se diga por la radio!, Mujeres de fuego, Las guapas, Las de Villadiego, Los Laureanos y  La suerte negra; durante esos años, González del Castillo firmó casi todos sus libretos junto a José Muñoz Román, uno de sus más asiduos colaboradores.
Además de la música escénica, Alonso y González del Castillo compusieron la popular canción Maitechu mía, versionada en múltiples ocasiones. Alfredo Kraus, Plácido Domingo y "Mocedades" han sido sus más famosos intérpretes.
Otros compositores que pusieron música a sus libretos fueron Rafael Calleja (Fenisa la Comedianta y La reina del Albaicín); Tomás López Torregrosa (Las Bandoleras, Sol y Alegría); Vicente Lleó (La maja de los claveles); Jacinto Guerrero (Cómo se hace un hombre, Teodoro y Compañía, Los Bullangueros) y Pablo Luna (Sangre y arena, Sybill, Jack, Los calabreses, La joven Turquía, ¡Dios salve al Rey, El caballero del guante rojo). La lista de sus piezas líricas registra más de ochenta títulos.
Sin embargo, su obra más aclamada fue Katiuska, la mujer rusa, escrita en colaboración con Martí Alonso, con música de Pablo Sorozábal y estrenada en el Teatro Victoria de Barcelona el 27 de enero de 1931. La noche del estreno, según relata Sorozábal en sus memorias, fue más que accidentada, pues, tras un clamoroso éxito en el primer acto, el público acogió el segundo con suma frialdad, hasta el punto de que se temió que retirasen la pieza del cartel; para evitar el desastre, Sorozábal y González del Castillo tuvieron que rehacer el acto en una sola noche.
El maestro Sorozábal, al relatar la noche maratoniana, describe al veterano libretista con unas líneas llenas de admiración y gratitud:  "Era un hombre de gran sensibilidad y un gran poeta. Todos los cantables y versos de la obra eran suyos. No sabía música, pero tenía una noción del ritmo asombrosa. En pocos libretistas he encontrado yo unas cualidades tan magistrales. (...)". Describe su respiración dificultosa y asmática, su infinita paciencia con las exigencias del músico, su artística caligrafía. Cuenta cómo, a eso de las cuatro de la mañana, encerrados ambos en la habitación de trabajo y tras haber agotado el termo de café, los versos empezaron a salirle "a borbotones", y escribió de un tirón el bellísimo diálogo final, en romance. Luego, se lo leyó al compositor, que lo abrazó emocionado.
La obra, tras su revisión, obtuvo un triunfo resonante, confirmado al año siguiente en Madrid, con Marcos Redondo y Conchita Panadés en los papeles protagónicos.
Emilio González del Castillo falleció en Madrid, en 1940, dejando una abundante producción inédita y un gran número de bosquejos de comedias y revistas.
En la actualidad, sus obras siguen reponiéndose con frecuencia y, aunque su nombre sea escasamente recordado por el gran público, algunas de sus piezas ("El Pichi", "Los Nardos", "El Pasacalles de los Chisperos", "el Canto a Segovia"...)han adquirido tal celebridad que trascienden, con mucho, el círculo de los aficionados al género lírico, y son conocidas por gran parte de la comunidad hispanohablante.